# Nikola Jovović
Nikola Jovović (ur. 13 lutego 1992) – serbski siatkarz, reprezentant kraju grający na pozycji rozgrywającego. 

## Sukcesy klubowe
Liga serbska:
- 2009, 2011
- 2008

Puchar Serbii:
- 2010

Puchar Niemiec:
- 2012, 2014

Liga niemiecka:
- 2013, 2014
- 2012

Liga turecka:
- 2018

## Sukcesy reprezentacyjne
Mistrzostwa Europy Kadetów:
- 2009

Mistrzostwa Świata Juniorów:
- 2011

Mistrzostwa Świata U-23:
- 2013

Mistrzostwa Europy:
- 2019
- 2013, 2017

Liga Światowa:
- 2016
- 2015

Memoriał Huberta Jerzego Wagnera:
- 2016
- 2019

## Nagrody indywidualne
- 2009: Najlepszy rozgrywający Mistrzostw Europy Kadetów
- 2013: Nagroda Fair Play w turnieju finałowym Mistrzostw Europy